# Герцог Сантистебан-дель-Пуэрто

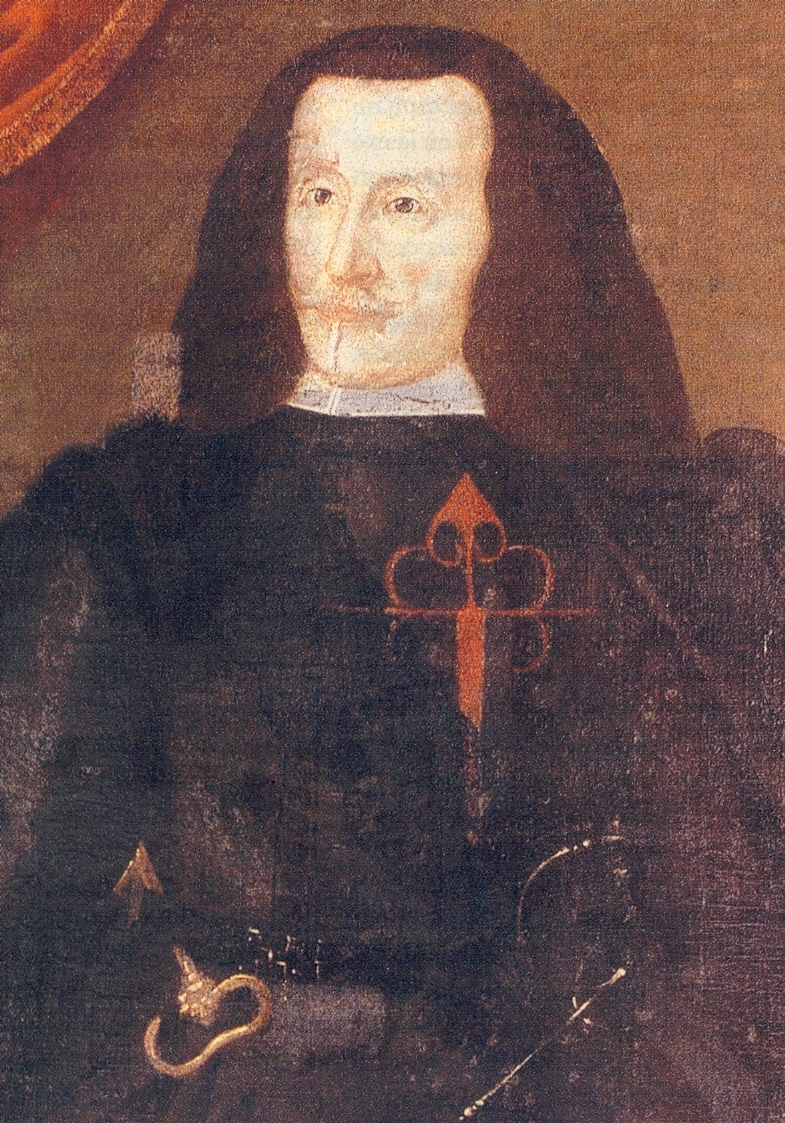
Диего де Бенавидес де ла Куэва (1607—1666), 8-й граф де Сантистебан-дель-Пуэрто, вице-король Наварры (1653—1661) и Перу (1661—1666)

Герцог де Сантистебан-дель-Пуэрто — испанский аристократический титул. Он был создан 20 августа 1738 года королём Филиппом V Бурбоном для Мануэля де Бенавидеса и Арагона (1683—1748).
Название герцогского титула происходит от названия муниципалитета Сантистебан-дель-Пуэрто в провинции Хаэн, автономное сообщество Андалусия.
В 1371 году король Кастилии Энрике II создал сеньорию де Сантистебан-дель-Пуэрто, а король Кастилии Энрике IV в 1473 году — графство де Сантистебан-дель-Пуэрто.

## История
25 октября 1371 года кастильский король Энрике II пожаловал титул сеньора Сантистебан-дель-Пуэрто Мену Родригесу де Бенавидесу (ум. 1381), в награду за его участие в битве при Монтьеле (1369), а также за защиту замков Хаэн, Убеда и Кордова. Его старший сын и преемник, Гомес Мендес де Бенавидес, 2-й сеньор де Сантистебан-дель-Пуэрто, скончался бездетным в 1385 году. Ему наследовал его брат, Диего Санчес де Бенавидес, 3-й сеньор де Сантистебан-дель-Пуэрто (ум. 19 февраля 1413), который был губернатором в Хаэне и главнокомандующим на южной границе, участвовал в многочисленных боях и стычках с маврами. В 1406 году в битве между Убедой и Баэсой Диа Санчес де Бенавидес и его племянник Педро Манрике одержали победу над войском гранадского эмира. Также Диего Санчес де Бенавидес основал монастырь Сан-Франсиско в Сантистебан-дель-Пуэрто. Ему наследовал его старший сын, Мэн Родригес де Бенавидес, 4-й сеньор де Сантистебан-дель-Пуэрто. Его сын и наследник, Диего Санчес де Бенавидес, 5-й сеньор де Сантистебан-дель-Пуэрто, был капитаном королевской конницы в Хаэне, участвовал в битвах при Вега-де-Гранаде (1455) и Вега-де-Уэскаре (1458).
Диего Санчес де Бенавидес был женат на Марии Каррильо Переа, сеньоре де лас Навас де Мартин Санчо и других имений в Баэсе, наследнице дома Переа. Дон Диего Санчес Бенавидес погиб в 1478 году в перестрелке на границе с гранадскими маврами. Ему наследовал его сын Мэн Родригес де Бенавидес, 6-й сеньор де Сантистебан-дель-Пуэрто.

## Графы де Сантистебан-дель-Пуэрто
В 1473 году король Кастилии Энрике IV пожаловал графский титул Диего Санчесу де Бенавидесу, сыну 12-го сеньора де Бенавидеса и 5-го сеньора де Сантистебан-дель-Пуэрто.
- Диего Санчес де Бенавидес и Давалос, 1-й граф де Сантистебан-дель-Пуэрто (ок. 1410—1478), сын Мэна Родригеса де Бенавидеса, 5-го сеньора де Сантистебан-дель-Пуэрто, Леонор Давалос и Фонтеки, сеньоры де Иброс
- Мэн Родригес де Бенавидес Каррильо, 2-й граф де Сантистебан-дель-Пуэрто (ок. 1430 −1491), сын предыдущего и Марии Каррильо де Переа
- Франсиско де Бенавидес и Пачеко, 3-й граф де Сантистебан-дель-Пуэрто (ок. 1450—1519), сын предыдущего и Хуаны Пачеко Портокарреро
- Диего де Бенавидес и Каррильо де Кордоба, 4-й граф де Сантистебан-дель-Пуэрто (ок. 1470—1562), сын предыдущего и Марии Фернандес де Кордова Каррильо
- Франсиско де Бенавидес и Месия Каррильо, 5-й граф де Сантистебан-дель-Пуэрто (ум. 1580), сын предыдущего и Марии Месии-Каррильо и Понсе де Леон
- Диего де Бенавидес и Куэва, 6-й граф де Сантистебан-дель-Пуэрто (ок. 1510—1568), сын предыдущего и Исабель ла Куэва Бенавидес и Базан (ум. 1599)
- Франсиско де Бенавидес и Куэва, 7-й граф де Сантистебан-дель-Пуэрто (ум. 1640), сын предыдущего и Леонор Давила Толедо и Энрикес де Гусман
- Диего де Бенавидес и Куэва, 8-й граф де Сантистебан-дель-Пуэрто (1607—1666), старший сын предыдущего и Брианды де Базан и Бенавидес
- Франсиско де Бенавидес, 9-й граф де Сантистебан-дель-Пуэрто (1640—1716), сын предыдущего и Антонии Давила и Корелья, 7-й маркизы де лас Навас
- Мануэль Бенавидес и Арагон, 10-й граф де Сантистебан-дель-Пуэрто (1683—1748), младший сын предыдущего и Франсиски Хосефы де Арагон и Сандоваль (1647—1697)

## Герцоги де Сантистебан-дель-Пуэрто
|                            | Титул | Период                     |
| Креация создана Филиппом V | Креация создана Филиппом V | Креация создана Филиппом V |
| -------------------------- | --- | -------------------------- |
| I                          | Мануэль де Бенавидес и Арагон (31 декабря 1682 — 11 октября 1748), сын Франсиско де Бенавидеса де ла Куэвы Давила и Корелья, 9-го графа де Сантистефан-дель-Пуэрто (ум. 1716), и Франсиски Хосефы де Арагон и Сандоваль (1647—1697) | 1738—1748                  |
| II                         | Антонио де Бенавидес и де ла Куэва (11 сентября 1714 — 8 апреля 1782), единственный сын предыдущего и Аны Каталины де ла Куэва и Ариас де Сааведра, 9-й графини де Кастельяр (1684—1752)                                            | 1748—1782                  |
| III                        | Хоакина де Бенавидес и Пачеко (25 мая 1746 — 29 января 1825), старшая дочь предыдущего от первого брака с Марией де Портерией Пачеко и Тельес-Хирон (1731-?)                                                                        | 1782—1805                  |
| IV                         | Луис Хоакин Фернандес де Кордова и Бенавидес (12 августа 1780 — 7 июля 1840), единственный сын предыдущей и Луиса Марии де ле Соледад Фернандес де Кордова и Гонзага, 13-го герцога де Мединасели (1749—1806)                       | 1805—1840                  |
| V                          | Луис Томас Фернандес де Кордова и Понсе де Леон (18 сентября 1813 — 6 января 1873), старший сын предыдущего и Марии де ла Консепсьон Понсе де Леон и Карвахаль (1783—1856)                                                          | 1840—1873                  |
| VI                         | Луис Мария Фернандес де Кордова и Перес де Баррадас (20 марта 1851 — 14 мая 1879), старший сын предыдущего и Анхелы Перес де Баррадас и Бернуй, 1-й герцогини де Тарифа (1827—1903)                                                 | 1873—1879                  |
| VII                        | Луис Хесус Фернандес де Кордова и Салаберт (16 января 1879 — 13 июля 1956), единственный сын предыдущего и Касильды Ремигии де Салаберт и Артеага, 11-й герцогини де Сьюдад-Реаль (1858—1936)                                       | 1880—1956                  |
| VIII                       | Виктория Эухения Фернандес де Кордова и Фернандес де Хенестроса (16 апреля 1917—2014), старшая дочь предыдущего от первого брака с Аной Марией Фернандес де Хенестроса и Гайосо де лос Кобос (1879—1939)                            | 1956—1969                  |
| IX                         | Луис де Медина и Фернандес де Кордова (2 июля 1941 — 9 февраля 2011), старший сын предыдущей и Рафаэля де Медины и Вилальонги (1905—1992)                                                                                           | 1969—2011                  |
| X                          | Виктория де Медина и Конради (род. 4 октября 1986), старшая дочь предыдущего и Мерседес Конради и Рамирес (род. 1955) | 2011- настоящее время      |